# St. Marien (Saalburg)

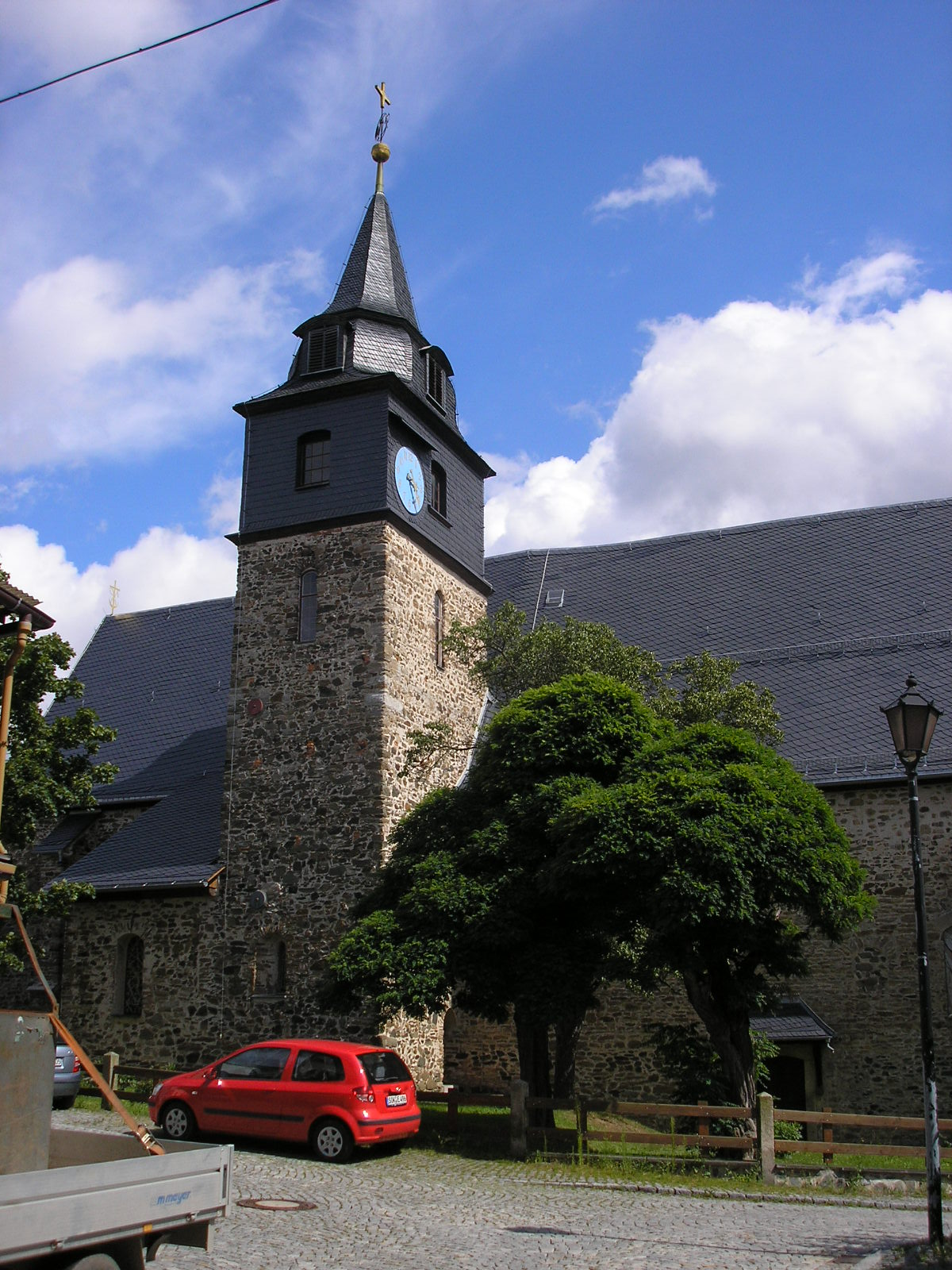
Die Kirche

Die evangelische Kirche St. Marien steht in der Ortsmitte Saalburgs der Gemeinde Saalburg-Ebersdorf im Saale-Orla-Kreis in Thüringen.

## Geschichte
Die Kirche wurde von 1206 bis 1223 in der Nähe des Ortes als Hauptkirche des Zisterzienserinnenklosters „Zum Heiligen Kreuz“ gebaut. Nach den Zerstörungen um Schleiz im Dreißigjährigen Krieg wurde der Ort Sitz der reußischen Herrschaft. Diese kurze Herrschaftszeit hinterließ Spuren im Kircheninneren bei dem Gestühl, im Chorraum und der Fürstenloge.
1847 und Ende 1950 wurde die damalige Hauptkirche jeweils renoviert und teilweise modernisiert. Dennoch haben sich die bemerkenswerten Spuren der vergangenen Jahrhunderte erhalten. So ist im Chorraum noch der Hochaltar von 1665 von Berthold Pertes aus Schleiz. Der Taufstein stammt aus dem Jahr 1660.
Im Kirchturm hängen drei Stahlglocken aus dem Jahr 1920.
Die Orgel von 1842 mit 18 Registern auf zwei Manualen und  Pedal ist von dem Schleizer Orgelbauer Schilling. Eine Überholung erfolgte 2013–2016.